# Università del Kansai
L'Università del Kansai (関西大学?), nota anche con il diminutivo di Kandai (関大?), è una delle principali università private del Giappone.

## Storia
L'università fu fondata nel 1886 con il nome Kansai Houritsu Gakko e ribattezzata Università Kansai nel 1905. 

## Struttura
L'ateneo è organizzato nelle seguenti facoltà:
- Chimica, materiali e bioingegneria
- Economia
- Giurisprudenza
- Informatica
- Ingegneria ambientale e civile
- Lettere
- Lingue straniere
- Salute e benessere
- Scienze ambientali e scienze naturali
- Scienze economiche
- Scienze ingegneristiche
- Scienze politiche
- Sociologia

### Campus
L'ateneo dispone dei seguenti campus:
- Hokuyo a Osaka
- Minami-Senri International Plaza a Suita
- Sakai
- Senriyama a Suita
- Takatsuki
- Takatsuki Muse Campus
- Tokio center a Chiyoda
- Umeda

### Biblioteca

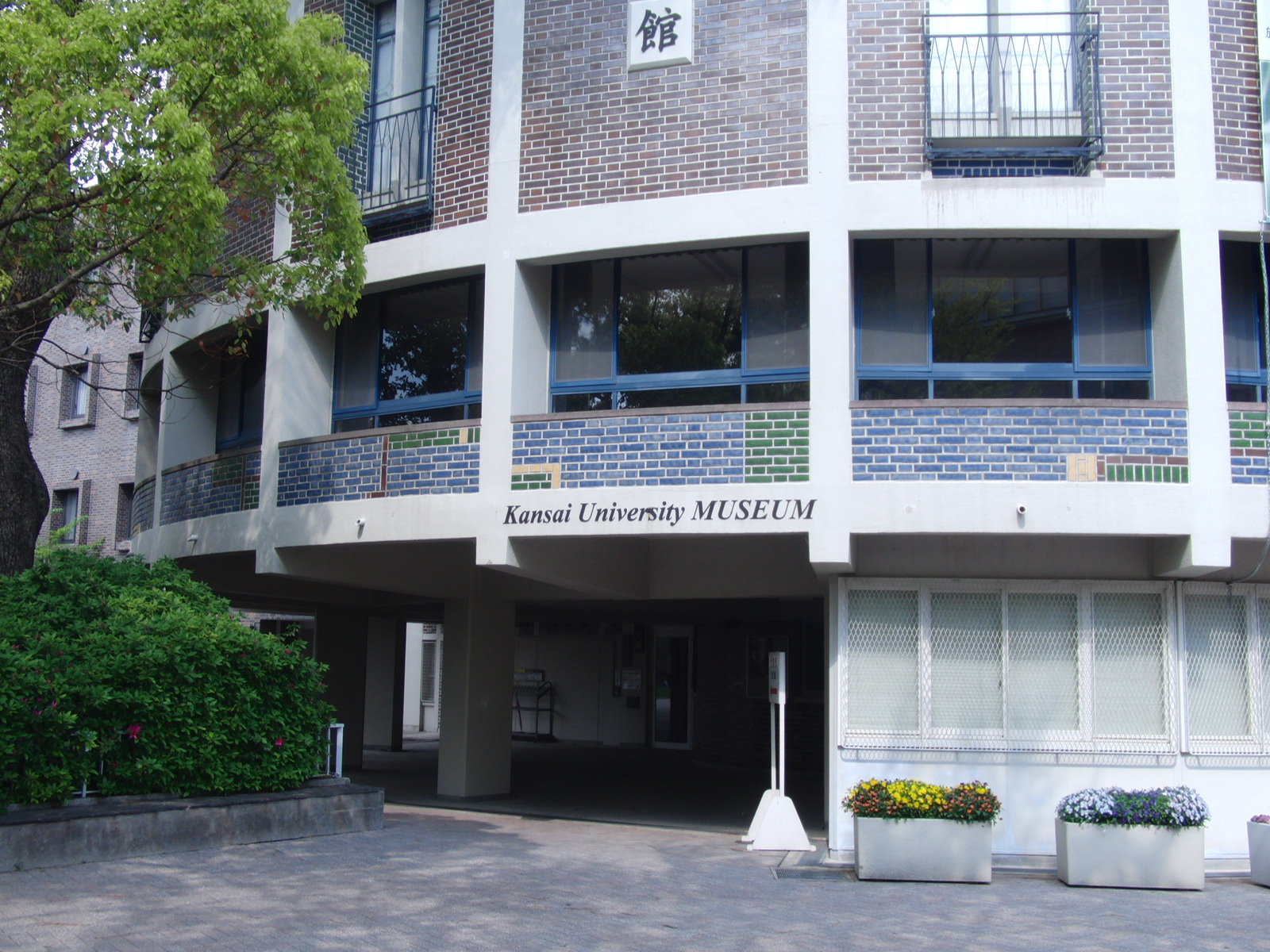
Museo

La biblioteca dell'università del Kansai fu costruita nel 1985 ed è una delle più grandi del Giappone.

### Museo
Il museo fu fondato nel 1954 con una collezione che originariamente faceva parte del Koukogaku-Shiryoushitsu. Nel 1994 assunse la denominazione attuale. Ospita una collezione di oltre 15.000 pezzi tra reperti archeologici ed opere d'arte provenienti dal Giappone e da altri paesi dell'Asia orientale, di cui 1 classificati come tesoro nazionale e 16 come beni culturali importanti.

### Istituti di ricerca
In seno all'ente sono attivati gli istituti di ricerca in: cultura orientale; scienze industriali; scienze sociali; storiografia.